# Myriotrema urceolare
Myriotrema urceolare är en lavart som först beskrevs av Erik Acharius, och fick sitt nu gällande namn av Hale 1980. Myriotrema urceolare ingår i släktet Myriotrema och familjen Thelotremataceae.   Inga underarter finns listade i Catalogue of Life.